# جورجي خاتون
جورجي خاتون (بالجورجية: გურჯი-ხათუნი) (1237-1286) هي أميرة جورجية من سلالة باغراتيوني الحاكمة وقرينة السُلطان كيخسرو الثاني، والذي تزوجته بعد وفاة محمد خوارزم شاه في عام 1237م  وإبان الحروب بين المغول والسلاجقة. ورغم صغر سنها إلا أن تمارا استطاعت أن تحتل مكانة مميزة عند زوجها السلطان وشعبه أيضاً، وعُرفت بدورها الفعال في القصر آنذاك. بعد وفاة كيخسرو عام 1246م تزوجت من رجل الأناضول بيرفان.

## سيرتها
ولدت باسم تمارا (بالجورجية: თამარი)ولها اسم توراتي شائع في مملكة جورجيا وسميت على اسم جدتها الملكة تمار العظيمة. أسمها جورجي خاتون يعني «السيدة الجورجية» باللغات التركية. كانت جورجي خاتون ابنة ملكة جورجيا روسودان والأمير السلجوقي المُرتدّ غياث الدين، حفيد قلج أرسلان الثاني. وكانت أخت الملك ديفيد السادس ملك جورجيا، وهي والدة السلطان كيقباد الثاني وراعية جلال الدين الرومي. بعد وفاة كيخسرو، تزوجت من رجل الأناضول بيرفان.
مثل مُعظم الجورجيين، ظلت تمار في البداية مسيحية أرثوذكسية شرقية ولكنها تحولت إلى الإسلام في وقتاً لاحق.
يقال أن الشمس على العملات السلجوقية في ذلك الوقت ترمز إلى تمار، بينما يرمز الأسد للسلطان نفسه. انتشر هذا الشعار، المعروف باسم شير أو هورشيد (الأسد والشمس)، في وقتاً لاحق في العالم الإسلامي (على الرغم من أن أصوله تعود إلى أزمنة سابقة).
من المعروف أنها رعت العلم والفن، وكانت على علاقة ودية مع الشاعر الصوفي الشهير الرومي على وجه الخصوص. كما رعت بناء قبر الشاعر في قونية.

## روابط خارجية
- რატომ გააწკეპლინა გურჯი ხათუნის მეუღლემ მოლა ნასრედინი და რატომ განარისხა რუსუდან მეფე მისმა ეკა სალაღაია، 2010-06-03
- ماذا وراء شخصية الشمس والأسد؟
- Marek، Miroslav. "An ancestry chart of her". Genealogy.EU. مؤرشف من الأصل في 2021-01-28.